# Go Gone
Go Gone è il terzo singolo della cantante britannica Estelle, pubblicato nel 2004 ed estratto dal suo primo album in studio The 18th Day.

## Tracce
- CD 1 (UK)

1. Go Gone (single version)
2. Go Gone (EB Get Down remix)

- CD 2 (UK)

1. Go Gone (single version)
2. Go Gone (Rough Diamond remix)
3. Go Gone (Soul Central remix)
4. Go Gone (EB Get Down remix)
5. Go Gone (video)

## Video
Il videoclip della canzone vede la partecipazione del presentatore televisivo e comico britannico Mark Lamarr.

## Classifiche
| Classifica (2005) | Posizione raggiunta |
| ----------------- | ------------------- |
| Regno Unito       | 32                  |